# José Bernardino da Cunha Bittencourt

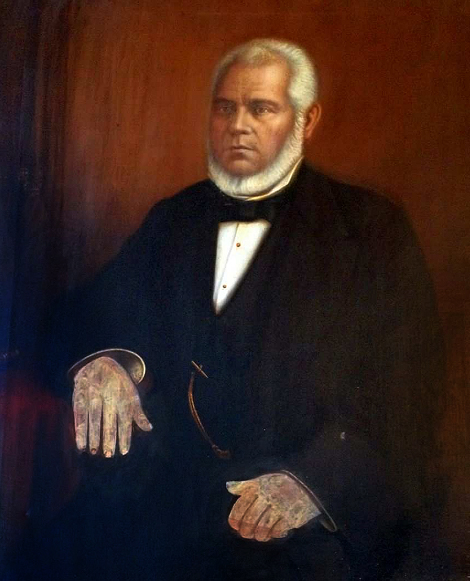
José Bernardino Bittencourt

José Bernardino da Cunha Bittencourt ComNSC (Porto Alegre, 3 de janeiro de 1827 — Porto Alegre, 25 de novembro de 1901) foi um médico, jornalista, professor e político brasileiro.
Formado pela Faculdade de Medicina do Rio de Janeiro em medicina homeopática no ano de 1849, trabalhou no Correio Mercantil do Rio de Janeiro e foi médico no Hospital da Marinha e no Hospital de Beneficência Portuguesa de Porto Alegre.
Pertencente aos quadros do Partido Conservador, foi eleito deputado da Assembleia Provincial do Rio Grande do Sul entre os anos de 1852 e 1867. Em 1869 foi eleito para a Assembleia Geral do Império para um mandato até 1872 e reeleito em 1878.
Foi cavaleiro da Ordem da Rosa, comendador da Ordem de São Gregório Magno e da Nossa Senhora da Conceição de Vila Viçosa e fundador da Escola Normal de Porto Alegre.